# Leucophyllum minus
Leucophyllum minus là một loài thực vật có hoa trong họ Huyền sâm. Loài này được A. Gray mô tả khoa học đầu tiên năm 1859.